# Mount Brett
Mount Brett är ett berg i Kanada.   Det ligger i provinsen Alberta, i den centrala delen av landet, 3 000 km väster om huvudstaden Ottawa. Toppen på Mount Brett är 2 984 meter över havet.
Terrängen runt Mount Brett är bergig åt nordost, men åt sydväst är den kuperad.Trakten runt Mount Brett är nära nog obefolkad, med mindre än två invånare per kvadratkilometer.. Närmaste större samhälle är Banff, 17,3 km öster om Mount Brett.
I omgivningarna runt Mount Brett växer i huvudsak barrskog.